# Jing Haipeng
Jing Haipeng (Shanxi, outubro de 1966) é um taikonauta chinês, veterano de quatro missões espaciais.

## Carreira
Piloto da força aérea selecionado para o programa espacial chinês em 1998, foi ao espaço pela primeira vez em 25 de setembro de 2008, como piloto da missão Shenzhou 7, terceira missão espacial tripulada da China e a primeira a realizar uma caminhada espacial em órbita, em companhia dos taikonautas Zhai Zhigang – que realizou a caminhada espacial – e Liu Boming.. Nesta missão, permaneceu três dias em órbita.
A segunda missão foi como comandante da nave Shenzhou 9, lançada do Centro de lançamento de satélites de Jiuquan em 16 de junho de 2012, junto com os taikonautas Liu Wang e Liu Yang, a primeira mulher chinesa no espaço. Esta foi a primeira missão tripulada ao módulo-laboratório Tiangong 1, em órbita desde setembro de 2011. Depois de treze dias da bem sucedida missão de acoplagem no espaço, Haipeng voltou à Terra com o restante da tripulação, pousando em segurança na Mongólia Interior na manhã de 29 de junho.
Em outubro de 2016, ele foi escolhido para comandar a nave Shenzhou-11, acompanhado do novato Chen Dong, em sua terceira viagem espacial. A nave permaneceu acoplada ao módulo orbital Tiangong-2 por um mês, na mais longa permanência de chineses no espaço, retornando em 18 de novembro de 2016.
No dia 29 de maio de 2023, foi anunciado como comandante da Shenzhou 16 e retornou à Terra no dia 31 de outubro de 2023.